# Огурцов, Игорь Вячеславович
И́горь Вячесла́вович Огурцо́в (22 августа 1937, Сталинград — 13 сентября 2023, Санкт-Петербург) — русский христианский мыслитель, основатель и руководитель Всероссийского социал-христианского союза освобождения народа (ВСХСОН), востоковед, бывший политзаключённый в 1967—1987 годах.

## Биография
Родился 22 августа 1937 года в Сталинграде в семье потомственного инженера-кораблестроителя Вячеслава Васильевича Огурцова и преподавательницы музыки Евгении Михайловны Огурцовой (Деревенсковой).
Учился на философском и восточном факультетах Ленинградского государственного университета, который окончил в 1966 году. Работал редактором в ЦНИИ информации и технико-экономических исследований.
В 1964 году вместе со своими единомышленниками (М. Ю. Садо, Е. А. Вагиным, Б. А. Аверичкиным) основал и возглавил подпольную антикоммунистическую организацию — Всероссийский социал-христианский союз освобождения народа (ВСХСОН). Автор «Программы ВСХСОН ЧАСТЬ ВТОРАЯ» (1964), «Народной хартии».
15 февраля 1967 года арестован КГБ. 3 декабря 1967 года приговорён к лишению свободы по обвинению в измене родине (ст. 64 п. «a», 72 УК РСФСР) на 15 лет с отбыванием первых семи лет в тюрьме, а остального срока — в исправительно-трудовой колонии строгого режима с последующей ссылкой на 5 лет, без конфискации имущества за отсутствием такового.
Тюремный срок отбывал во Владимирской тюрьме (7 лет) и Чистопольской тюрьмах (3 года), а лагерный — в Пермской области (политическая зона Пермь-35 — 5 лет). За участие в забастовке заключённых срок заключения был переквалифицирован — 10 лет тюрьмы вместо семи. По словам осуждённого по «самолётному делу» Анатолия Альтмана, Огурцов — «последний рыцарь чести, он вошел в деловое сотрудничество с евреями, малороссами, прибалтами, несмотря на установку на „Единую неделимую“ (классический случай победы разума над чувствами). Он не мог поверить, что Садо стукач, так несовместимо было у него понятие о предательстве с возвышенными идеями, провозглашаемыми вслух».
В 1987 году полностью отбыл срок заключения и ссылки (в сумме 20 лет). Был вынужден эмигрировать, и вместе с семьёй был лишён гражданства. Жил со своей семьёй в г. Мюнхене (Германия). Находясь в эмиграции, вёл большую общественно-политическую работу.
В 1992 году вернулся в Россию. В феврале 1992 года участвовал в работе Конгресса гражданских и патриотических сил, был избран членом Центральной Думы, учреждённого на конгрессе Российского Народного Собрания[уточнить]. В 1997 году основал в Санкт-Петербурге благотворительный фонд «Милосердие». Президент международного благотворительного фонда «Милосердие» с 1997 года.
В 2006 году И. В. Огурцов в числе группы лидеров русских организаций подписал обращение в ПАСЕ «Русские — в поддержку идеи международного осуждения коммунизма», направленное на поддержку резолюции Совета Европы 1481.
За свою деятельность удостоен почётного французского гражданства (Экс-ан-Прованс), почётного гражданства города Энн-Арбор (штат Мичиган, США), званий члена ПЕН-клуба, почётного члена Союза Русских Белогвардейцев и их потомков в Болгарии и других наград.
Жил в Санкт-Петербурге. Властями Российской Федерации не реабилитирован.
В 2022 году был награждён Орденом Русской Православной Церкви преподобного Сергия Радонежского II степени.
Скончался 13 сентября 2023 года на 87-м году жизни. Соболезнование в связи с кончиной И. В. Огурцова выразил Патриарх Московский и всея Руси Кирилл. Похоронен 18 сентября 2023 года на Большеохтинском кладбище Санкт-Петербурга.

## Некоторые интервью
1. Памяти Вячеслава Огурцова. Из интервью И. В. Огурцова. Воинам 124 Мгинско-Хинганской Краснознамённой ордена Суворова стрелковой дивизии и их потомкам посвящается
2. Огурцов И. В. «Своё знамя мы сохранили!» // «Наши Вести», Сан-Франциско — СПб., № 455/2756, июнь 1999
3. Огурцов И. В. «Помогать людям нужно уже сегодня!» // «Наши Вести», Сан-Франциско — СПб., № 458/2759, c. 14-17, 2000
4. Интервью И. В. Огурцова. Мы и общество: Россия. Община 21 век. Православное обозрение
5. Выдержки из интервью 2005 год для Полит.ру — Польша «Солидарность» 
6. Православное информационное агентство. Всё будет хорошо! Беседа с Игорем Вячеславовичем Огурцовым Игоря Олеговича Ильина

## Видео
- «В схватке с драконом». Фильм о ВСХСОН Е. В. Семёновой и И. Б. Иванова.
- Игорь Вячеславович Огурцов во Владимире
- «Христианская альтернатива возрождения и развития России». Студия православных фильмов во имя Иоанна Богослова[8]

Последний фильм о вечере ВСХСОН 16 мая 2017 года в Москве с музыкой Шопена (58 минут)
- Вечер в Доме Русского Зарубежья им. А. Солженицына, посвященный 50-летию арестов членов ВСХСОН
- Встреча с И. В. Огурцовым 30 октября 2015 года. Слово Богослова[10]